# Heyshott
Heyshott är en ort och civil parish i Storbritannien.   Den ligger i grevskapet West Sussex och riksdelen England, i den södra delen av landet, 70 km sydväst om huvudstaden London. Heyshott ligger 53 meter över havet och antalet invånare är 309.
Terrängen runt Heyshott är platt österut, men västerut är den kuperad. Runt Heyshott är det ganska tätbefolkat, med 134 invånare per kvadratkilometer. Närmaste större samhälle är Bognor Regis, 19,5 km söder om Heyshott. Trakten runt Heyshott består till största delen av jordbruksmark.